# Leixaprén
Il termine galiziano leixaprén (in portoghese leixa-pren, parola medievale composta da leixa e pren, lett. "lascia" e "prendi") è una figura stilistica tipica delle cantigas de amigo galiziano-portoghesi (sebbene appaia anche, molto sporadicamente, nelle cantigas de amor). Consiste nella ripetizione dei secondi versi di una coppia di strofe come primi versi della coppia seguente di strofe. 
Un esempio si può vedere in questa cantiga di Martín de Xinzo:
Como vivo coitada, madre, por meu amigo,
ca m'enviou mandado que se vai no ferido:     [2° verso della 1ª strofa]
¡e por el vivo coitada!
Como vivo coitada, madre, por meu amado,
ca m'enviou mandado que se vai no fossado:    [2° verso della 2ª strofa]
¡e por el vivo coitada!
Ca m'enviou mandado que se vai no ferido,    [1° verso della 3ª strofa]
eu a Santa Cecilia de coraçón o digo:
¡e por el vivo coitada!
Ca m'enviou mandado que se vai no fossado,    [1° verso della 4ª strofa]
eu a Santa Cecilia de coraçón o falo:
¡e por el vivo coitada!
Come si può osservare, i versi 2 e 5 (i secondi delle due prime strofe) si ripetono rispettivamente come primi della 3ª e 4ª strofa.